# Грибоедов (село)
Грибоедов (арм. Գրիբոյեդով) — село в Армавирской области Армении. Названо в честь русского писателя — А. С. Грибоедова.

## География
Село расположено в юго-восточной части марза, при автодороге , к востоку от реки Севджур, на расстоянии 24 километров к юго-востоку от города Армавир, административного центра области. Абсолютная высота — 840 метров над уровнем моря.
Климат
Климат характеризуется как семиаридный (BSk в классификации климатов Кёппена). Среднегодовая температура воздуха составляет 12,4 °C. Средняя температура самого холодного месяца (января) составляет −2,7 °С, самого жаркого месяца (июля) — 25,7 °С. Расчётная многолетняя норма атмосферных осадков — 290 мм. Наибольшее количество осадков выпадает в мае (49 мм).

## История
По данным Кавказского календаря на 1912 год, в селе Келаны-Аралых Эчмиадзинского уезда Эриванской губернии проживало 830 человек, в основном азербайджанцев, указанных как «татары».
7 декабря 1945 года село было переименовано в Келанлу Верин.

## Население
| Год переписи | Население          | Население          | Население          | Население            | Население            | Население            |
| Год переписи | Наличное население | Наличное население | Наличное население | Постоянное население | Постоянное население | Постоянное население |
| Год переписи | Всего              | Мужчины            | Женщины            | Всего                | Мужчины              | Женщины              |
| ------------ | ------------------ | ------------------ | ------------------ | -------------------- | -------------------- | -------------------- |
| 2001         | 1893               | 909                | 984                | 2003                 | 974                  | 1029                 |
| 2011         | 1754               | 832                | 922                | 1845                 | 906                  | 939                  |

| Год  | Численность | Численность |
| ---- | ----------- | ----------- |
| 1831 | 284         | [ 11 ]      |
| 1873 | 676         | [ 11 ]      |
| 1897 | 886         | [ 11 ]      |
| 1926 | 647         | [ 11 ]      |
| 1939 | 742         | [ 11 ]      |
| 1959 | 1085        | [ 11 ]      |
| 1970 | 1502        | [ 11 ]      |
| 1979 | 1693        | [ 11 ]      |
| 1989 | 1954        | [ 12 ]      |
| 2001 | 2003        | [ 11 ]      |
| 2011 | 1845        | [ 13 ]      |